# محور نوری یک بلور

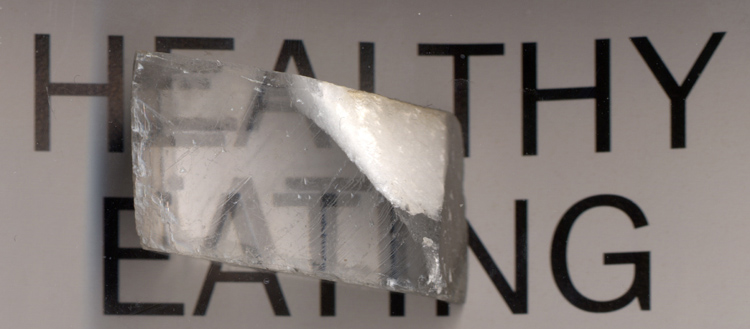
شکستگی دوگانه کلسیت

محور نوری یک بلور راستایی از بلور است که پرتو نور عبوری در آن راستا دچار دوشکستی (انکسار مضاعف) نمی‌شود. محور نوری فقط یک خط تنها نیست: تمامی پرتوهای موازی که همراستا با این محور هستند، بدون دوشکستی در همان راستا منتشر می‌شوند.
بلورها ممکن است یک محور نوری واحد داشته باشند، که در این حالت آنها یک محوره هستند، یا دارای دو محور نوری مختلف باشند، که در این حالت آنها دو محوره هستند. مواد غیر بلوری به‌طور کلی فاقد دوشکستی هستند و بنابراین محور نوری ندارند. یک بلور تک محوره (به عنوان مثال کلسیت، کوارتز) در صفحهٔ عمود بر محور نوری خود همگن است.

## توضیح
ساختار داخلی بلورها (ساختار خاص شبکه کریستالی و اتم‌های خاص یا مولکول‌هایی که از آن تشکیل شده‌است)، باعث می‌شود سرعت نور در مواد و در نتیجه ضریب شکست مواد به هر دو مورد جهت انتشار و قطبش بستگی داشته باشد. وابستگی به قطبش باعث دوشکستی شدن می‌شود، که در آن دو قطبش عمود با سرعت‌های مختلف منتشر می‌شوند و در زوایای مختلف در بلور انکسار میابند. این باعث می‌شود پرتوی نور به یک پرتوی معمولی و یک پرتوی خارق‌العاده با قطبش‌های متعامد تقسیم شود. برای انتشار نور در امتداد محور نوری، سرعت به قطبش بستگی ندارد، بنابراین هیچ دوشکستی وجود ندارد اگرچه می‌تواند فعالیت نوری (چرخش صفحهٔ قطبش) وجود داشته باشد.
در پرتوهای معمولی، ضریب شکست برای هر جهت در بلور ثابت می‌باشد. ضریب شکست پرتوهای فوق‌العاده بسته به جهت آن‌ها متفاوت خواهد بود.

## سامان‌گر بلورهای مایع
محور سیار یک بلور مایع به عنوان راستار، خوانده می‌شود. این محور، میانگین زمانی و مکانی راستای محور طولی مولکول در یک المان کوچک از حجم ماده که نشان دهندهٔ یک میان‌فاز است در نظر گرفته می‌شود. این مکان و میانگین زمان جهت‌یابی محور مولکولی طولانی در یک عنصر حجم کمی از مواد است که نشان دهنده یک مزوفاز است. دستکاری الکتریکی راستار، نمایشگرهای کریستال مایع را امکان‌پذیر می‌کند.